# Alexander Sims
Alexander Sims, även känd som Alex Sims född den 15 mars 1988 i London, England, är en brittisk tysk professionell racerförare och fabriksförare för BMW Motorsport i bland annat IMSA United SportsCar Championship.

## Racingkarriär
Sims började tävla med formelbilar 2007, då han körde formel Renault bland annat i hemlandet Storbritannien. Han tog sin första seger och slutade på åttondeplats i mästerskapet.
Även säsongen 2008 tillbringade Sims med Manor Motorsport i formel Renault och slutade tvåa i mästerskapet, innan han på hösten vann det prestigefylla McLaren Autosport BRDC Award. Priset gjorde Sims till en kandidat att köra för Mücke Motorsport i F3 Euroseries säsongen 2009.
Han gjorde en mycket stabil insats som nykomling, och slutade på fjärde plats. Inför säsongen 2010 bytte Sims till ART Grand Prix, och tippades som en av mästerskapsfavoriterna.

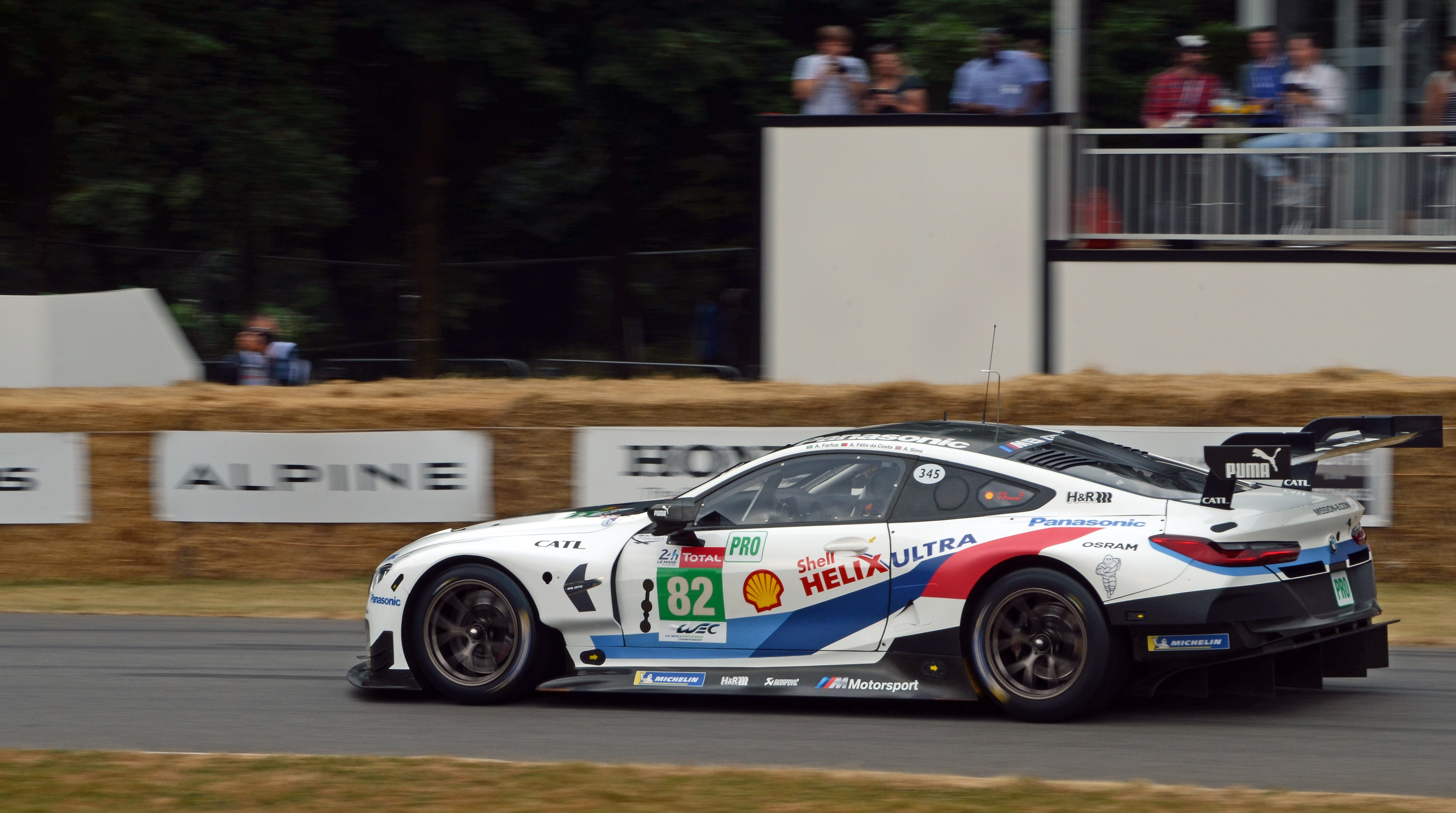
Sims i en BMW M8 GTE vid Goodwood Festival of Speed 2018.